# Giuseppe Rinaldi (calciatore)
Giuseppe Rinaldi (Bazzano, 22 febbraio 1922 – Bazzano, 13 dicembre 2006) è stato un calciatore italiano, di ruolo attaccante.

## Carriera
Ala, giocò una stagione in Serie A con il Pescara, una con il Milan e due con l'Udinese.